# Frederick Rossini
Frederick Dominic Rossini (1899 – 12 ottobre 1990) è stato un fisico e chimico statunitense di origine italiana, noto per i suoi contributi nella termodinamica chimica.

## Biografia
Nel 1920, all'età di ventun'anni, Rossini poté accedere alla Carnegie-Mellon University presso Pittsburgh, e presto gli fu riconosciuta la carica di professore ordinario. Frederick si laureò con B.S. in Ingegneria Chimica nel 1925, e ottenne un diploma M.S. in chimica fisica nel 1926.
Dal momento che uno dei suoi libri di testo fu  il Lewis - Randall  Thermodynamics and the Free Energy of Chemical Substances Rossini scrisse all'autore del manuale che gli riconobbe il ruolo di assistente per l'Università californiana di Berkeley ai docenti Gilbert Lewis e William Giauque. La dissertazione che Rossini stilò durante il dottorato sulla capacità termica di elettroliti forti in soluzioni acquose fu controllata e rivista da Merle Randall. Nel 1928 Rossini ottenne il diploma di dottorato, dopo 21 mesi di studio intenso e insegnamento come assistente di professori universitari.
Nel 1932, Frederick Rossini, Edward W. Washburn, e Mikkel Frandsen scrissero The Calorimetric Determination of the Intrinsic Energy of Gases as a Function of the Pressure (letteralmente La Determinazione Calorimetrica dell'Energia Interna dei Gas come una Funzione della Pressione). Tale esperimento portò allo sviluppo della Correzione di Washburn per la bomba calorimetrica, una correzione al ribasso dei risultati della procedura calorimetrica a stati normali.
Nel 1950, pubblicò la sua opera più nota: Chemical Thermodynamics (ovvero Termodinamica chimica).

## Riconoscimenti
- Nel 1965 ricevette la medaglia Laetare.[2]
- Nel 1965 ricevette la medaglia John Price Wetherill.
- Nel 1971 ricevette la medaglia Priestley.
- Nel 1977 ottenne la National Medal of Science per via dei suoi "contributi ai fondamenti della termodinamica chimica."[3]